# Osasco (tiểu vùng)
Osasco là một tiểu vùng thuộc bang São Paulo, Brasil. Tiều vùng này có diện tích 693 km², dân số năm 2007 là 1594135 người.